# Süd Autobahn
De Süd Autobahn (A2) is een autosnelweg in Oostenrijk. De A2 loopt van Wenen over de Wechselpas, langs Graz, Klagenfurt langs de Wörthersee en Villach naar de grens met Italië bij Arnoldstein. In Italië loopt de weg verder als A23 richting Udine en Triëst. De bouw van de Süd Autobahn begon in de jaren 60 en het laatste deel werd in 1999 geopend. Met een lengte van 377,3 km, inclusief aansluitingen, is het de langste autosnelweg van Oostenrijk.
Autobahnen: A1 · A2 · A3 · A4 · A5 · A6 · A7 · A8 · A9 · A10 · A11 · A12 · A13 · A14 · A21 · A22 · A23 · A24 · A25 · A26
Schnellstraßen: S1 · S2 · S3 · S4 · S5 · S6 · S7 · S8 · S10 · S16 · S18 · S31 · S33 · S34 · S35 · S36 · S37